# يونيتي بينبريدج
يونيتي بينبريدج (بالإنجليزية: Unity Bainbridge)‏‏ (6 يوليو 1916 في فكتوريا ، كولومبيا البريطانية - 30 نوفمبر 2017 في فانكوفر الغربية، كولومبيا البريطانية) رسامة، وشاعرة، وكاتِبة من كندا.

## التعليم
تعلمت يونيتي بينبريدج في:
- جامعة إميلي كار للفنون والتصميم